# コールドレイク
コールドレイク（英: Cold Lake）は、カナダのアルバータ州中東部、ボニーヴィル郡の市。コールド湖が近傍にあり名付けられた。

## 歴史
コールドレイクは1790年の地図にその名が初めて記されている。もともとグランドセンター（Grand Centre）、コールドレイク、カナダ軍基地のあるメドレー（Medley）という3つの集落の1996年の合併で成立している。メドレーは現在コールドレイク・サウス、従来のコールドレイクはコールドレイク・ノースと呼ばれる。

## 地理
コールドレイクはアルバータの「湖水地方」にあり、エドモントンより北東に300km、サスカチュワン州との州境近くにある。市の周囲はほとんどが農地で人口が非常に少ない。

## 経済
市の経済はコールドレイク・カナダ軍基地関連に依存している。また地域としては石油、天然ガス生産及び探査事業によって支えられている。フォートマクマレーのアサバスカ・オイルサンド事業からの影響も大きい。またコールドレイク・オイルサンドの開発が進めば地域経済に大きく貢献することになる。

## 文化
コールドレイクはマーベル・コミックのキャラクター、ウルヴァリンの出身地と設定されている。

## 観光
- コールドレイク州立公園
- メドーレイク州立公園
- キノスー湖岸
- アイアンホース・トレイル
- コールドレイク空軍博物館